# 明楽茂正
明楽 茂正（あけら もせい）は、江戸時代後期の旗本。別名・重之丞。御庭番明楽家分家の3代目。父は勘定奉行を務めた明楽茂村で、同僚の御庭番・川村修就は義理の兄弟にあたる。

## 略歴
両番格御庭番として遠国御用を務める。一度目は同じく両番格御庭番の村垣専次郎と共に文政元年（1818年）正月に上方筋へ、同年5月に浦賀表へ出向く。文政9年（1826年）の6月には小十人格御庭番の川村庄五郎とともに上方筋へ派遣され、三度目の遠国御用を務めたという記録が残されている。
文政10年（1827年）12月27日、西丸膳奉行に就任。天保8年（1837年）4月2日に本丸膳奉行に、翌9年（1838年）11月25日に広敷用人となる。天保10年（1840年）12月18日、広敷用人在職中に諸大夫に叙任し、大隅守を名乗る。天保12年（1841年）4月に明楽家（800石）の家督を継ぐ。同年5月20日に西丸広敷用人を務め、翌13年（1842年）8月24日に禁裏附に就任。嘉永2年（1849年）正月20日、京都東町奉行となり、嘉永3年（1850年）8月24日に小普請奉行、翌4年（1851年）12月20日に普請奉行に就任する。嘉永6年（1853年）6月13日に死去。

## 妻子
御庭番・川村修富（川村修就の父）の日記によると、文化4年（1807年）2月19日、修富の次女・唯（当時17歳）との縁談が整う。同年4月21日、唯が輿入れしてくる。
文化6年（1809年）6月3日、妻・唯が長女を出産。修富の名にちなんで富と名付ける。
文化14年（1817年）7月29日、次女・せきが誕生。
文政2年（1819年）11月20日、三女・わくり誕生。
文政6年（1823年）正月18日、四女・りんを出産。
文政12年（1825年）8月28日、長男・亀吉が生まれる。